# Социал-демократическая партия (Фарерские острова)
Социал-демократическая партия (фар. Javnaðarflokkurin — Партия равенства) — левоцентристская политическая партия на Фарерских островах, одна из двух фарерских партий, представленных в Фолькетинге. Лидер с 2011 года — Аксель Йоханнесен.
Партия — сторонник сохранения Фарерских островов в составе Дании, хотя этот пункт занимает менее важное место в программе социал-демократов по сравнению с Партией союза. Представители партии были премьер-министрами Фарерских островов в 1958-63, 1967-68 (Петер Мор Дам), 1970-81, 1985-89, 1991-93 (Атли Дам), 1993-94 (Марита Петерсен) и 2004-08 годах (Йоуаннес Айдесгорд).
На парламентских выборах 2011 года партия собрала 21 % голосов избирателей и получила одно место в Фолькетинге из двух, зарезервированных для Фарерских островов, поддержав правящую коалицию, возглавляемую датской Социал-демократической партией. Несмотря на поражение датских социал-демократов на выборах 2015 года, фарерские социал-демократы сохранили одно место в Фолькетинге. В том же году, получив 8 мандатов из 33 на выборах в фарерский лёгтинг (один депутат позднее вышел из фракции), социал-демократы при участии партий «Республика» и «Прогресс» сформировали правительство страны.
Высший орган — национальная конференция (landsfundurin). Молодёжное крыло — Социалистическая молодёжь (Sosialistiskt Ungmannafelag).